# Sven Pfizenmaier
Sven Pfizenmaier (* 8. November 1991 in Celle) ist ein deutscher Schriftsteller. Er lebt in Berlin.

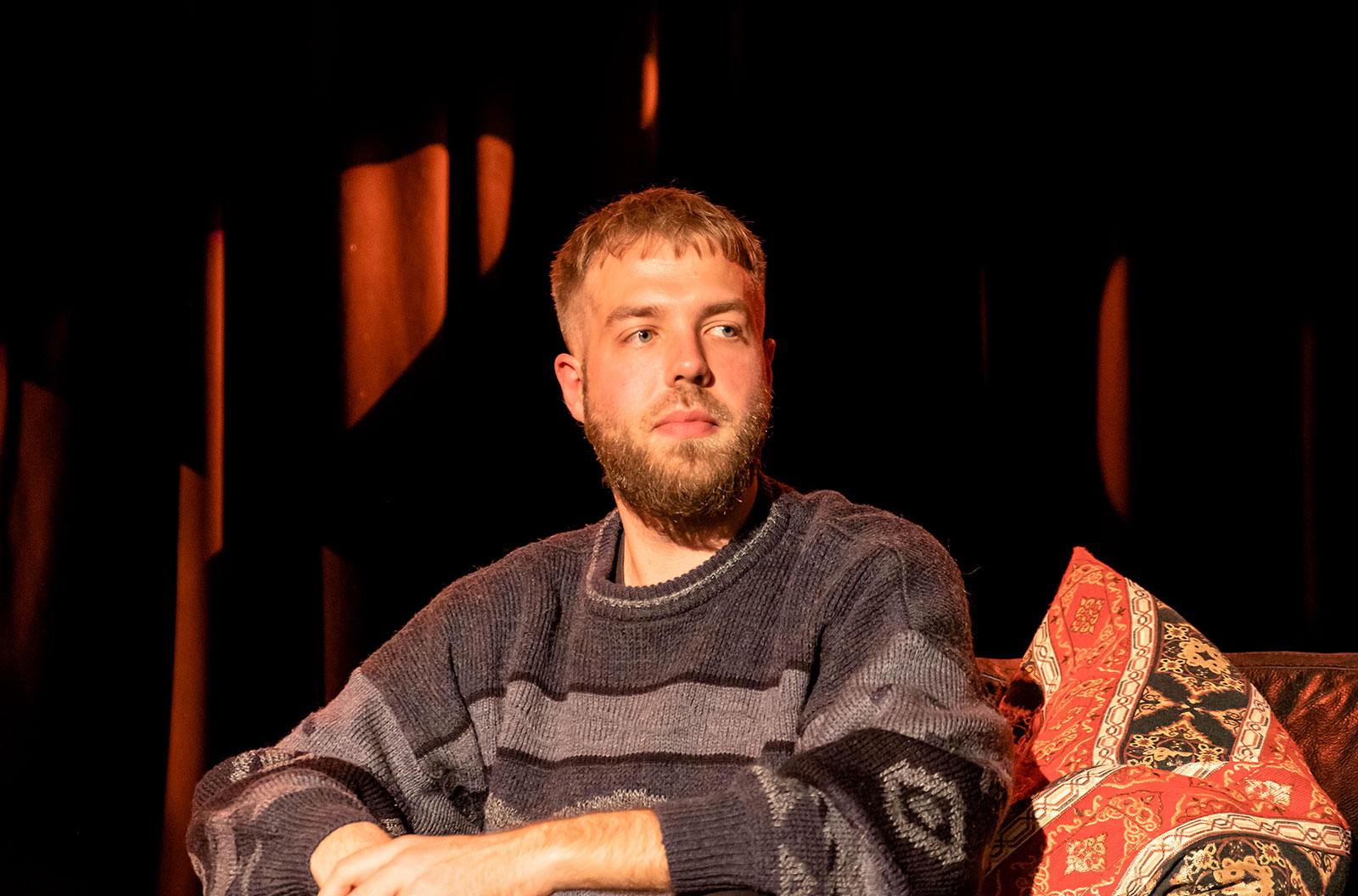
Sven Pfizenmaier am 3. November 2022 in Moers im Bollwerk 107. Lesung aus „Draußen feiern die Leute“.

## Leben und Wirken
Sven Pfizenmaier wuchs in Niedersachsen auf. Nach dem Abitur studierte er Deutsche und Englische Philologie an der Freien Universität Berlin.
Er war 2018 Finalist beim Literaturwettbewerb open mike und 2020 Stipendiat der Literaturwerkstatt Graz.
Am 8. März 2022 veröffentlichte Pfizenmaier beim Verlag Kein & Aber seinen Debütroman Draußen feiern die Leute, den der Journalist David Hugendick in der Zeit als „Entdeckung des Frühjahrs“ bezeichnete. Ferner attestierte Hugendick Pfizenmaier ein „feinsinniges Gespür für Rhythmus und Brüche“ sowie eine „stilsichere Komik“. Thomas Thiel schrieb in der FAZ, Pfizenmaier erzähle in Draußen feiern die Leute mit „viel Sprachwitz und Scharfsinn“.
Draußen feiern die Leute wurde vom Deutschen Literaturfonds mit dem Kranichsteiner Literaturförderpreis und vom ZDF mit dem renommierten und mit 10.000 Euro dotierten Aspekte-Literaturpreis für den besten Debütroman des Jahres ausgezeichnet. Dieser Roman-Erstling stecke „voller Einfälle, erzählerischem Spielwitz, sanfter Melancholie und verblüffend stilsicherem Pointen-Reichtum“ lautete die ZDF-Preisbegründung.
Überdies wurde der Roman für den Debütpreis der lit.Cologne 2022 nominiert.
Seine Teilnahme am Debütantensalon des Harbour Front Festivals und der damit verbundenen Vergabe des mit 10.000 Euro dotierten Klaus-Michael-Kühne-Preises lehnte Pfizenmaier mit folgender Begründung ab: „Da sich Klaus-Michael Kühne aktiv dagegen wehrt, die NS-Historie seines Unternehmens aufzuarbeiten, möchte ich meinen Text nicht in einen Wettbewerb um sein Geld und eine Auszeichnung mit seinem Namen stellen. Ich habe mich daher dazu entschieden, meine Nominierung zurückzuziehen. Es ist eine Entscheidung, die mir mit Hinblick auf meine Mitnominierten und die Mitarbeitenden des Festivals nicht leicht gefallen ist, daher möchte sie explizit nicht als Vorwurf gegen diese Menschen verstanden wissen. Das Verhältnis zwischen Geldgebenden und Kulturschaffenden in Deutschland ist ein dermaßen komplexes Feld, dass es unzählige Wege gibt, einen angemessenen Umgang damit zu finden. Dieser hier ist meiner.“
Die im Oktober 2022 im Kopf & Kragen Literaturverlag erschienene Anthologie U8 Untergrundminiaturen enthält Pfizenmaiers Kurzgeschichte Ruhige Gesellschaft.

## Veröffentlichungen
- Draußen feiern die Leute. Roman. Kein & Aber, Zürich 2022, ISBN 978-3-0369-5874-3.
- U8 Untergrundminiaturen. Anthologie. Kopf & Kragen, Berlin 2022, ISBN 978-3-949729-09-6.
- Schwätzer. Roman. Kein & Aber, Zürich 2024, ISBN 978-3-0369-5039-6